# علی‌اکبر قاضی‌نظام
علی‌اکبر قاضی‌نظام (۱۳۳۶) فیلم‌نامه‌نویس اهل ایران است.

## زندگی‌نامه
وی در سال ۱۳۳۶ خورشیدی در تهران به دنیا آمد. پس از پایان تحصیلات متوسطه به مدت چهار سال فعالیت تئاتری داشته و در سال۱۳۶۳ وارد دانشکدهٔ صدا وسیما شده و تحصیلاتش را در رشتهٔ فیلمنامه‌نویسی در سال ۱۳۶۷ به اتمام رسانده‌است. از سال ۱۳۶۴ تا ۱۳۶۸ در بخش فرهنگی بنیاد سینمایی فارابی عضویت داشته، پس از اتمام تحصیلاتش در صدا و سیمای جمهوری اسلامی ایران به عنوان عضو شورای طرح و برنامهٔ گروه کودک ونوجوان مشغول کار شده‌است.

## فیلمشناسی
فعالیت‌های وی در سینما و تلویزیون و تئاتر با این شرح می‌باشد:

### سینمایی
- پنج ستاره (۱۳۹۲ نویسنده)
- دبستان شوک (۱۳۷۹ نویسنده)
- آشیانه (۱۳۷۲ نویسنده)
- پایان کودکی (کودک قهرمان) (۱۳۷۲ نویسنده)
- نیاز (۱۳۷۰ نویسنده)
- هشت و نیم شب (۱۳۶۵ بازیگر)
- بهترین هدیه (۱۳۶۵ فیلم کوتاه)

### تلویزیونی
- روزنه‌ای به سپیده (۱۳۶۸)
- مهمانی خدا (۱۳۶۷)
- قصه‌های رودخانه سیاکیا (۱۳۷۹)

### نمایش‌ها
- صف (۱۳۶۲) بازیگران : مهرداد رایاتی مخصوص ، امیر محمد نرگه ای ، عادل نوری زاده ، مهدی کلافچی ....
- چهار سو در انتظار (۱۳۶۱) برندهٔ دیپلم افتخار در نخستین جشنوارهٔ سراسری تئاتر فجر
- شکوه ایثار (۱۳۶۰)

## جوایز
- برندهٔ دیپلم افتخار به عنوان بهترین فیلمنامه در هفتمین جشنوارهٔ بین‌المللی فیلم‌های کودکان ونوجوانان اصفهان به خاطر فیلم نیاز
- برندهٔ لوح بلورین بهترین فیلمنامه از سوی کانون فیلمنامه نویسان و بهترین فیلمنامه ازسوی منتقدین سینمایی به خاطر فیلم نیاز
- برندهٔ لوح بلورین و دیپلم افتخار بهترین فیلمنامه در پنجمین جشنوارهٔ فیلم دفاع مقدس به خاطر فیلم پایان کودکی
- برندهٔ دیپلم افتخار بهترین فیلمنامه از سوی کانون فیلمنامه نویسان به خاطر فیلم پایان کودکی
- بهترین فیلمنامه نویس از سوی منتقدین سینمایی به خاطر فیلم پایان کودکی